# Chicago Live ’83
Chicago Live ’83 (znany też jako Live in Chicago, Live – Chicago lub Chicago – Live) – album koncertowy Jacka Kaczmarskiego wydany w 1983 roku w USA na dwóch płytach winylowych przez polonijne wydawnictwo Pomost. Zawiera nagrania z koncertów składających się na tournée Jacka Kaczmarskiego po Stanach Zjednoczonych. W Polsce ukazał się po raz pierwszy oficjalnie w 2004 roku w ramach 22-płytowej kompilacji Syn marnotrawny na CD wydanej nakładem Pomaton EMI. Utwory są poprzedzane przez zapowiedzi i komentarze samego Kaczmarskiego.
Koncerty zarejestrowano w sali Audytorium Wright College w Chicago 19 i 20 lutego 1983.

## Twórcy[1]
- Jacek Kaczmarski – śpiew, gitara

Słowa: 
- Jacek Kaczmarski – 2-5, 7, 8, 10-21
- Natan Tenenbaum – 1,
- Jacek Kaczmarski wg Wysockiego – 6,
- Jacek Kaczmarski wg Wiktora Woroszylskiego – 9,
- Jurij Wizbor tłum. J. Kaczmarski – 22

Muzyka: 
- Jacek Kaczmarski – 2-4, 6-11, 13-20,
- Przemysław Gintrowski – 1,
- Zbigniew Łapiński – 5, 12,
- Lluís Llach y Grande – 21,
- Włodzimierz Wysocki – 22

## Lista utworów[1]
1. „Modlitwa o wschodzie słońca” (02:09)
2. „Kasandra” (02:30)
3. „Rejtan, czyli raport ambasadora” (02:51)
4. „Sen Katarzyny II” (02:05)
5. „Wigilia na Syberii” (tylko na płytach winylowych)
6. „Obława” (02:44)
7. „Listy” (03:16)
8. „Epitafium dla Brunona Jasieńskiego” (04:03)
9. „Przyjaciele” (01:36)
10. „Młody las” (02:43)
11. „Świadkowie” (04:28)
12. „Czerwony autobus” (01:44)
13. „Marsz intelektualistów” (02:12)
14. „Koncert fortepianowy” (02:25)
15. „Świadectwo” (01:46)
16. „Artyści” (02:41)
17. „Kołysanka (1982)” (03:36)
18. „Ballada pozytywna” (02:35)
19. „Zbroja” (04:23)
20. „Epitafium dla Włodzimierza Wysockiego” (08:39)
21. „Mury” (04:51)
22. „Spotkanie w porcie” (02:58)

## Wydania[1]
- 1983 – Pomost (2 płyty winylowe wydane w USA, wydanie wielokrotnie kopiowane na nieoficjalnych płytach i kasetach w Polsce)
- 2004 – Album włączony do Syna marnotrawnego – zestawu 22 płyt wydanego przez Pomaton EMI (w stosunku do oryginalnego wydania skrócona o część zapowiedzi i piosenkę Wigilia na Syberii)
- 2007 – Włączony do Arki Noego – zestawu 37 płyt wydanego przez Pomaton EMI (w stosunku do oryginalnego wydania skrócona o część zapowiedzi i piosenkę Wigilia na Syberii)